# Archytas sanctaecrucis
Archytas sanctaecrucis är en tvåvingeart som beskrevs av Thompson 1963. Archytas sanctaecrucis ingår i släktet Archytas och familjen parasitflugor. Inga underarter finns listade i Catalogue of Life.